# 東科特布斯湖

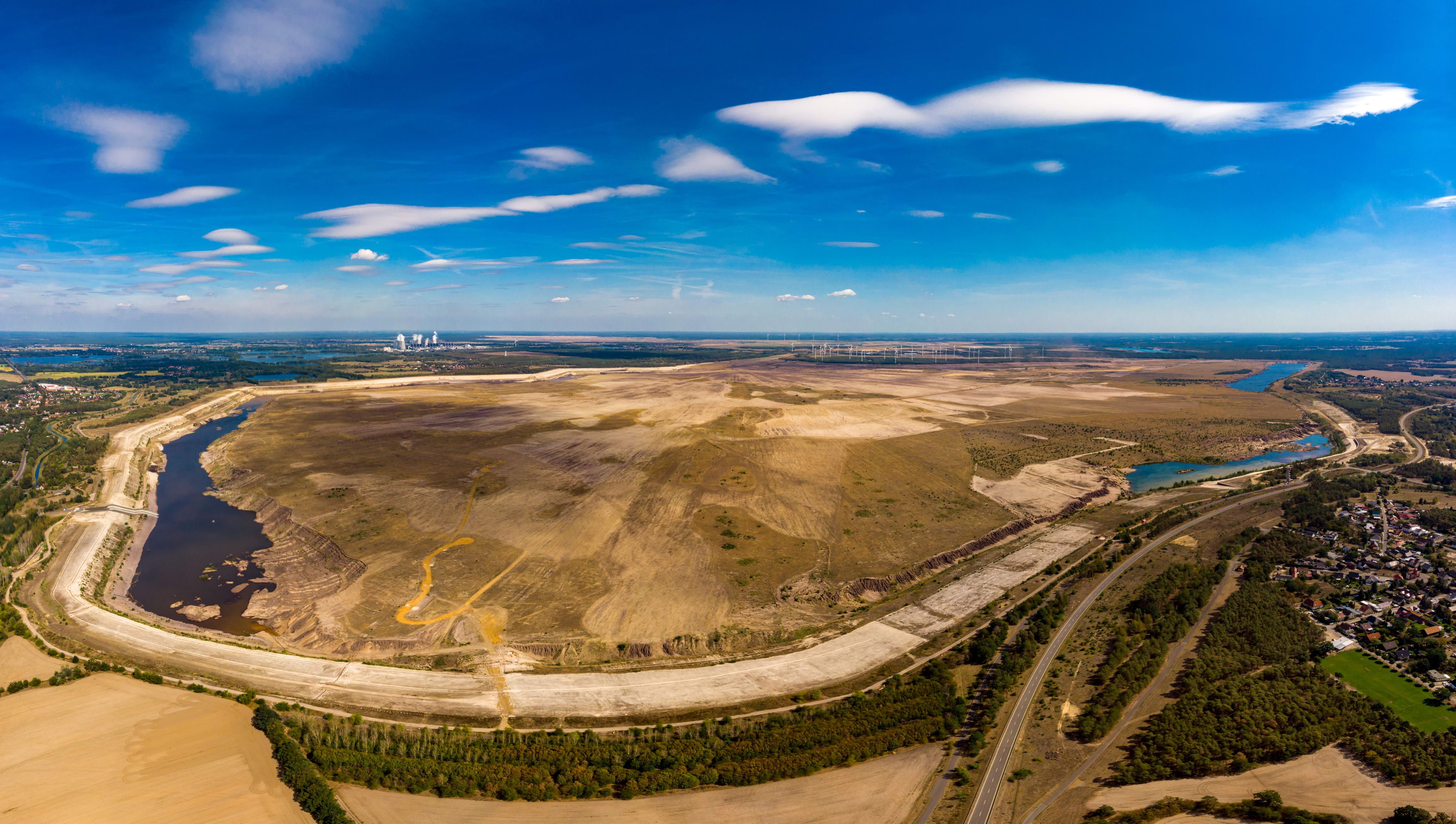

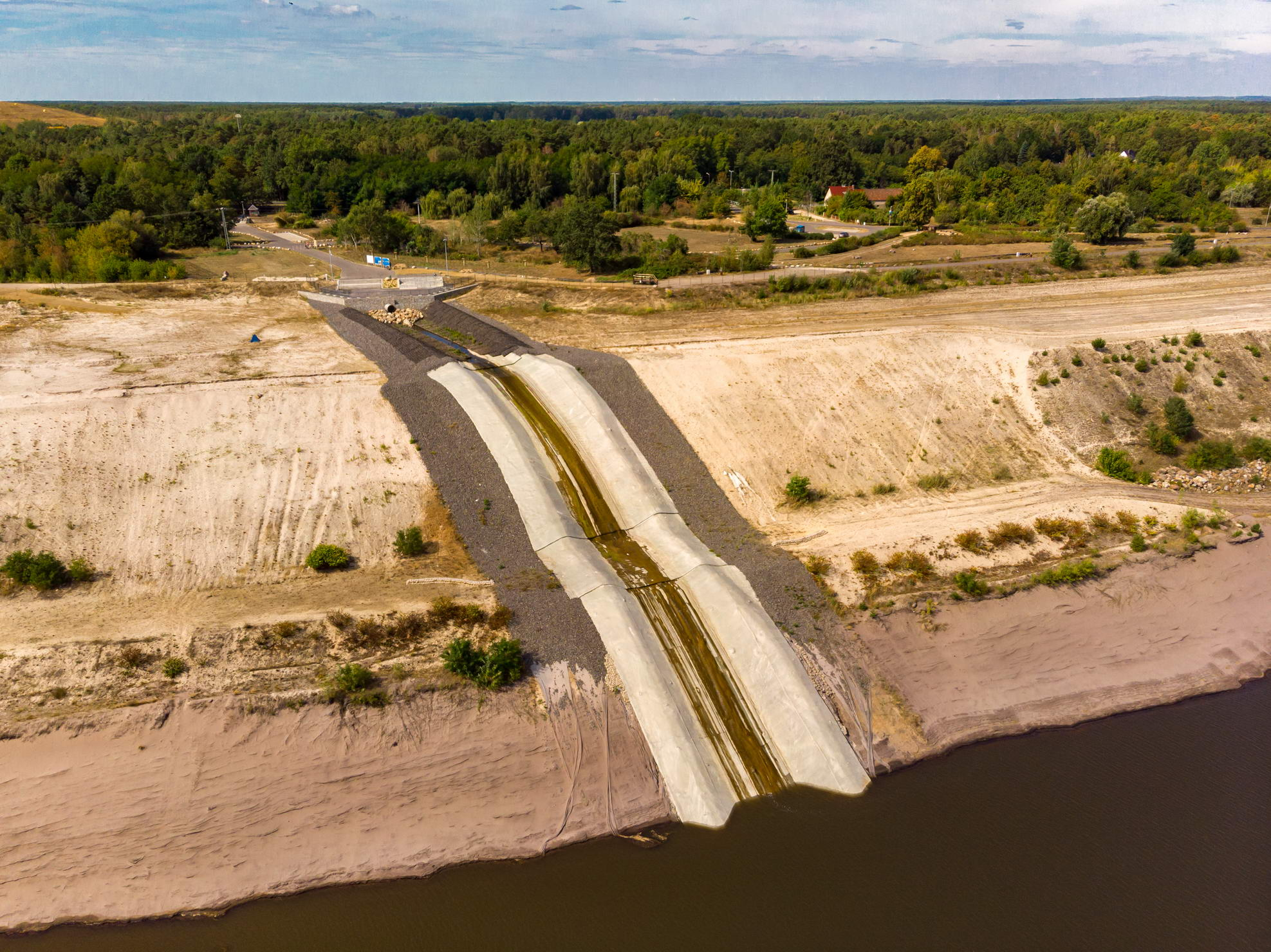

51°47′15″N 14°25′56″E / 51.78750°N 14.43222°E
東科特布斯湖（德語：Cottbuser Ostsee），是德國的湖泊，位於該國東北部，由勃蘭登堡州負責管轄，處於施普雷-奈瑟縣，面積19平方公里，海拔高度62米，平均水深2.5米，最大水深30米。